# Tatjana Čebikina
Tatjana Genadjevna Čebikina-Matjuhina (rusko Татьяна Геннадьевна Чебыкина-Матю́хина), ruska atletinja, * 22. november 1968, Jekaterinburg, Sovjetska zveza.
Nastopila je na poletnih olimpijskih igrah leta 1996, ko je osvojila peto mesto v štafeti 4x400 m. Na svetovnih prvenstvih je osvojila zlato in srebrno medaljo v isti disciplini, na svetovnih dvoranskih prvenstvih tri zaporedne naslove prvakinje, na evropskih dvoranskih prvenstvih pa bronasto medaljo v teku na 400 m leta 1996.